# 홍성표
홍성표(洪晟杓, 1936년 2월 23일~)는 대한민국의 정치인이다. 제11대 국회의원을 지냈다.

## 학력
- 청평초등학교 졸업
- 용산중학교 졸업
- 용산고등학교 졸업
- 서울대학교 농경제학과 졸업

## 경력
- 한국전력(주) 동래지점장
- 민주화추진협의회 부간사장
- 제11대 국회의원(민주한국당, 경기 연천군·포천군·가평군)
- 신민당, 자유민주연합, 사무부총장

## 역대 선거 결과
|  | 15.71% |

|  | 14.64% |

|  | 1.94% |

|  | 16.75% |

|  | 25.46% |

|  | 21.24% |